# Angela Gheorghiu

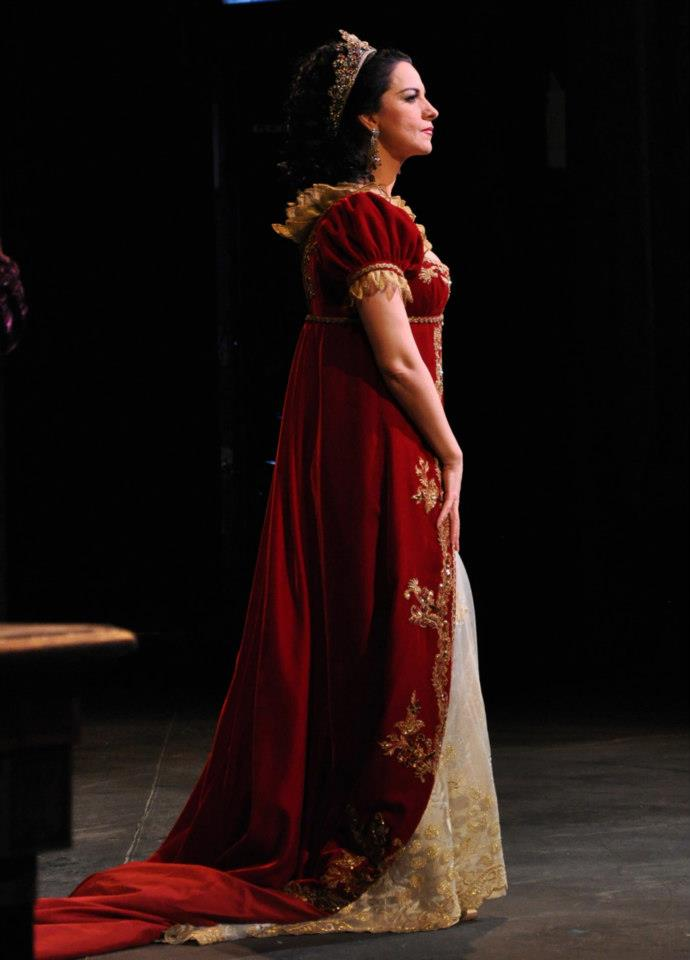
Angela Gheorghiu 2012

Angela Gheorghiu ([anˈd͡ʒela ɡe̯orˈɡi.u] ) (* 7. September 1965 in Adjud) ist eine rumänische Opernsängerin (Sopran).

## Leben
Angela Gheorghiu, Tochter eines Lokomotivführers, begann mit dem Gesang bereits als junge Schülerin in der Musikschule ihrer Heimatstadt. Mit 14 Jahren wurde die begabte junge Sängerin nach Bukarest an das George-Enescu-Musikgymnasium geschickt, um nach dem Abitur an der Musikhochschule bei Mia Barbu Gesang zu studieren. Im Alter von 23 Jahren gab sie mit ihrer Diplomvorstellung als Mimi in La Bohème von Giacomo Puccini ihr Debüt.
Nach der politischen Wende in Rumänien verließ sie 1990 ihre Heimat und wurde in London an das Royal Opera House engagiert, wo sie als Zerlina in Mozarts Don Giovanni debütierte. Ein weiterer großer Erfolg war für sie die Violetta in La traviata mit Georg Solti am Dirigentenpult: Ihr Auftritt überzeugte das Fernsehmanagement des BBC spontan davon, das Programm zu ändern und live in das Royal Opera House von London zu schalten, um die Aufführung im Fernsehen zu übertragen. So begann in London der Siegeszug der Sopranistin.
1992 sang Angela Gheorghiu zum ersten Mal an der Wiener Staatsoper unter ihrem Landsmann Ioan Holender, dann in Hamburg und 1993 an der New Yorker Metropolitan Opera. Neben ihren Opernauftritten hat Angela Gheorghiu mittlerweile zahlreiche CDs eingespielt und gehört zu den international hochangesehenen weiblichen Opernstars. Sie singt auch gerne Lieder aus ihrer rumänischen Heimat.

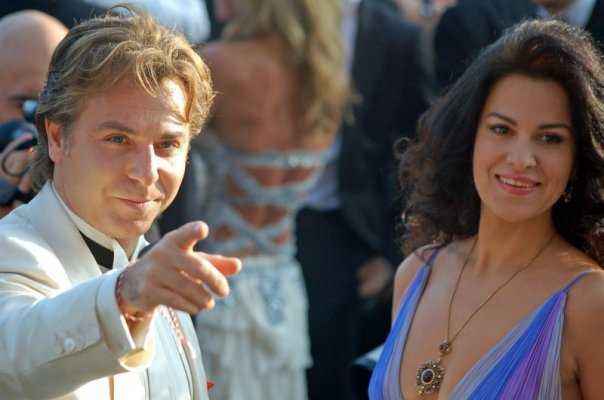
Roberto Alagna und Angela Alagna-Gheorghiu

Gheorghiu war von 1996 bis 2013 in zweiter Ehe mit dem französischen Tenor Roberto Alagna verheiratet und trug seither den offiziellen Namen Alagna-Gheorghiu. Mit ihm spielte und sang sie 2001 die Tosca in einer Live-Verfilmung mit Szenen der Oper und in den Abbey Road Studios in London. Das Künstlerehepaar stand September 2007 nach langer Zeit wieder einmal gemeinsam auf der Bühne, und zwar im Opernhaus von Marseille in der Oper Marius et Fanny des rumänischen Komponisten Vladimir Cosma. 2007 wurde Gheorghiu von der Chicago Lyric Opera aus einer Bohème-Produktion entlassen, da sie an sechs von zehn Proben nicht teilgenommen hatte und ohne Urlaubserlaubnis nach New York gereist war, um eine Aufführung ihres Mannes an der Metropolitan Opera zu sehen. Nach einem gemeinsamen Auftritt mit Alagna an der Wiener Staatsoper im Oktober 2008 in Faust (Regie: Nicolas Joel) trat das Paar im Januar 2009 erneut an der Metropolitan Opera in La rondine auf. Die Veranstaltung wurde live im deutschen Fernsehen und in einigen HD-Kinos übertragen. Anfang 2013 gab das Paar seine Trennung bekannt.
2017 feierte sie ihr Debüt am Royal Opera House 1992. Sie trat in Adriana Lecouvreur im Februar 2017 auf. Im Oktober 2017 gab sie ihr Debüt am Teatro Massimo in Palermo, wieder als Adriana Lecouvreur.

## Rollen (Auswahl)
- Mimi in La Bohème
- Zerlina in Don Giovanni
- Liu in Turandot
- Adina in L’elisir d’amore
- Nannetta in Falstaff
- Violetta in La traviata
- Micaela in Carmen
- Suzel in L’amico Fritz
- Nedda in Pagliacci
- Floria Tosca in Tosca
- Magda in La rondine
- Margarete in Faust
- Juliette in Roméo et Juliette
- Fanny in Marius et Fanny
- Lauretta in Gianni Schicchi
- Adriana in Adriana Lecouvreur
- Lucia in Lucia di Lammermoor

## Diskografie
- 1995: La traviata von Giuseppe Verdi
- 1996: Arias
- 1996: Duette & Arien mit Roberto Alagna
- 1997: L’elisir d’amore von Gaetano Donizetti
- 1997: La rondine von Giacomo Puccini
- 1998: My World
- 1998: La Bohème von Giacomo Puccini
- 1998: Verdi per due mit Roberto Alagna
- 1998: Roméo et Juliette von Charles Gounod
- 1999: Gianni Schicchi von Giacomo Puccini
- 1999: Werther von Jules Massenet
- 2000: Manon von Jules Massenet
- 2000: Verdi Heroines – Arien von Giuseppe Verdi
- 2001: Mysterium Sacred Aries
- 2001: Casta Diva
- 2001: Messa da Requiem von Giuseppe Verdi
- 2001: Tosca von Giacomo Puccini
- 2002: Live from Covent Garden
- 2002: Il trovatore von Giuseppe Verdi
- 2003: Carmen von Georges Bizet
- 2004: The Essential Angela Gheorghiu
- 2004: Diva
- 2005: 25 Jaar Koningin Beatrix 1980–2005
- 2005: Puccini
- 2005: Traumpaare der Oper mit Roberto Alagna
- 2007: Live from La Scala
- 2008: Marius et Fanny von Vladimir Cosma mit Roberto Alagna
- 2009: Madame Butterfly von Giacomo Puccini
- 2011: Homage to Maria Callas - favourite opera arias
- 2012:  Tosca von Giacomo Puccini mit Jonas Kaufmann
- 2012:  Adriana Lecouvreur von Francesco Cilea mit Jonas Kaufmann

## Auszeichnungen
- Ritter des Arts et des Lettres (2000)
- Offizier des Arts et des Lettres (2002)
- Stern von Rumänien im Kommandeursrang (2010)[6]
- Ehrendoktor der Universität der Künste George Enescu Iași (2010)[7]
- Ehrendoktor der Musikakademie Gheorghe Dima Cluj-Napoca (2014)[8]
- Ehrenbürger von Bukarest (2017)